# Scophthalmus
Scophthalmus – rodzaj morskich ryb flądrokształtnych z rodziny nagładowatych (Scophthalmidae).

## Występowanie
Atlantyk, Morze Czarne, Morze Śródziemne, Morze Północne i Morze Bałtyckie.

## Klasyfikacja
Gatunki zaliczane do tego rodzaju:
- Scophthalmus aquosus
- Scophthalmus maeoticus – skarp czarnomorski[3], turbot czarnomorski[4]
- Scophthalmus maximus – skarp[3], turbot[3]
- Scophthalmus rhombus – nagład[3]

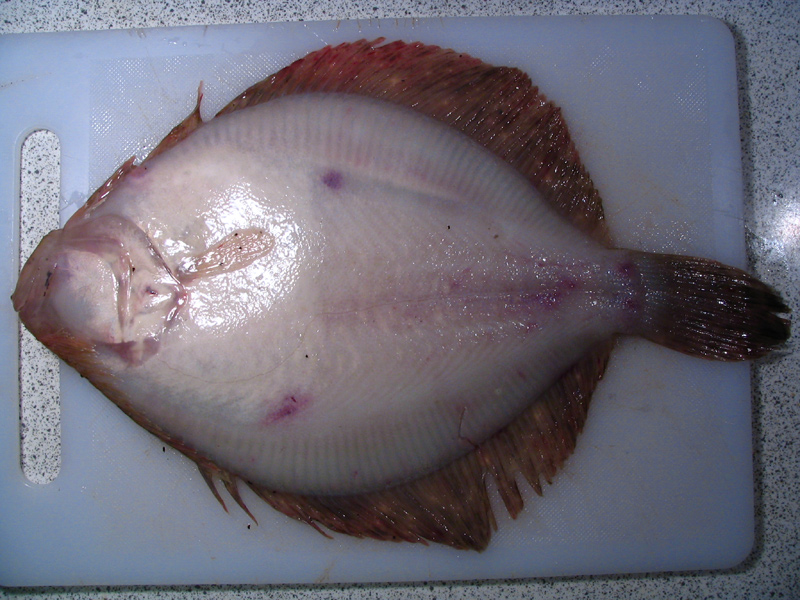
Scophthalmus aquosus
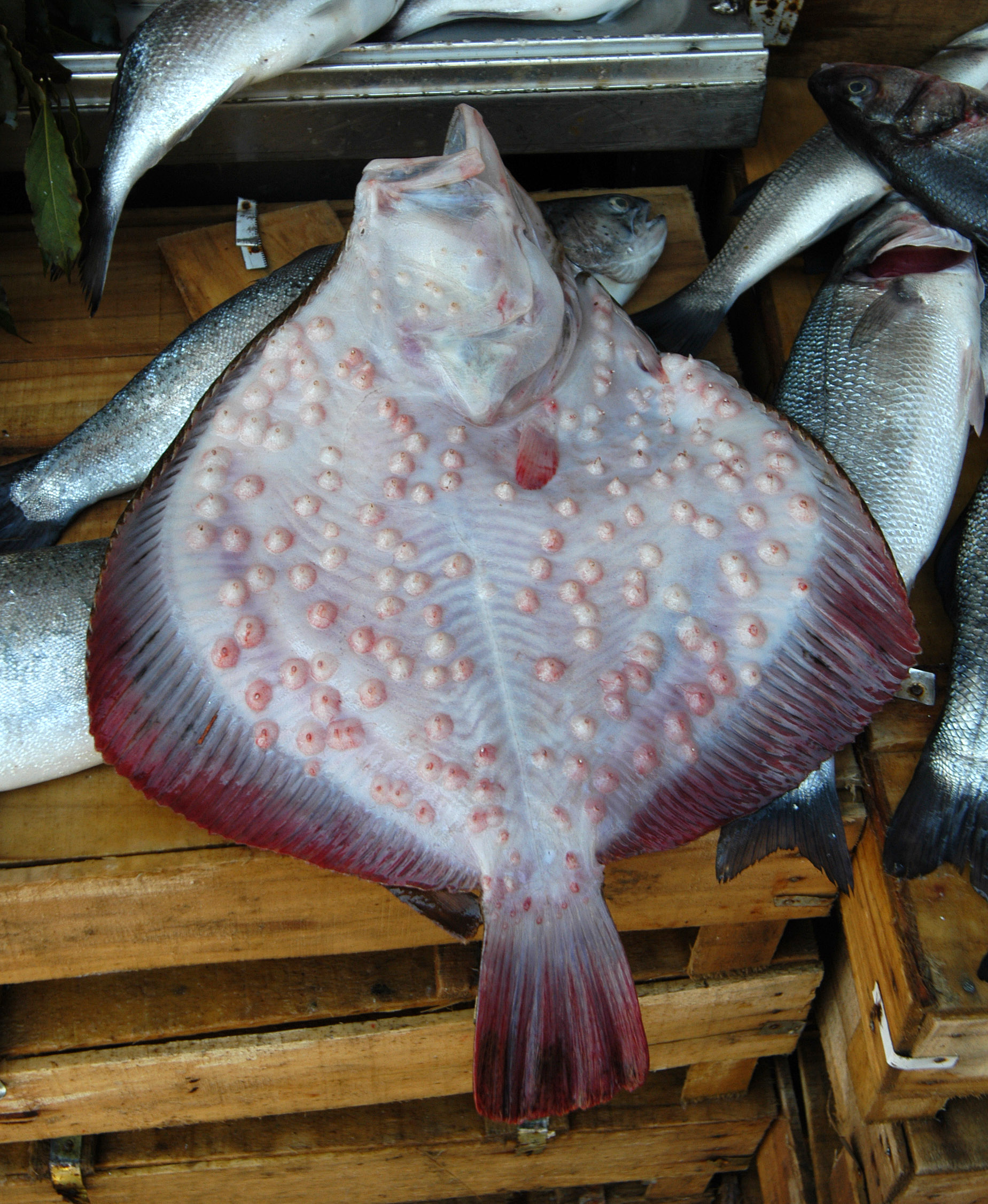
Scophthalmus maeoticus
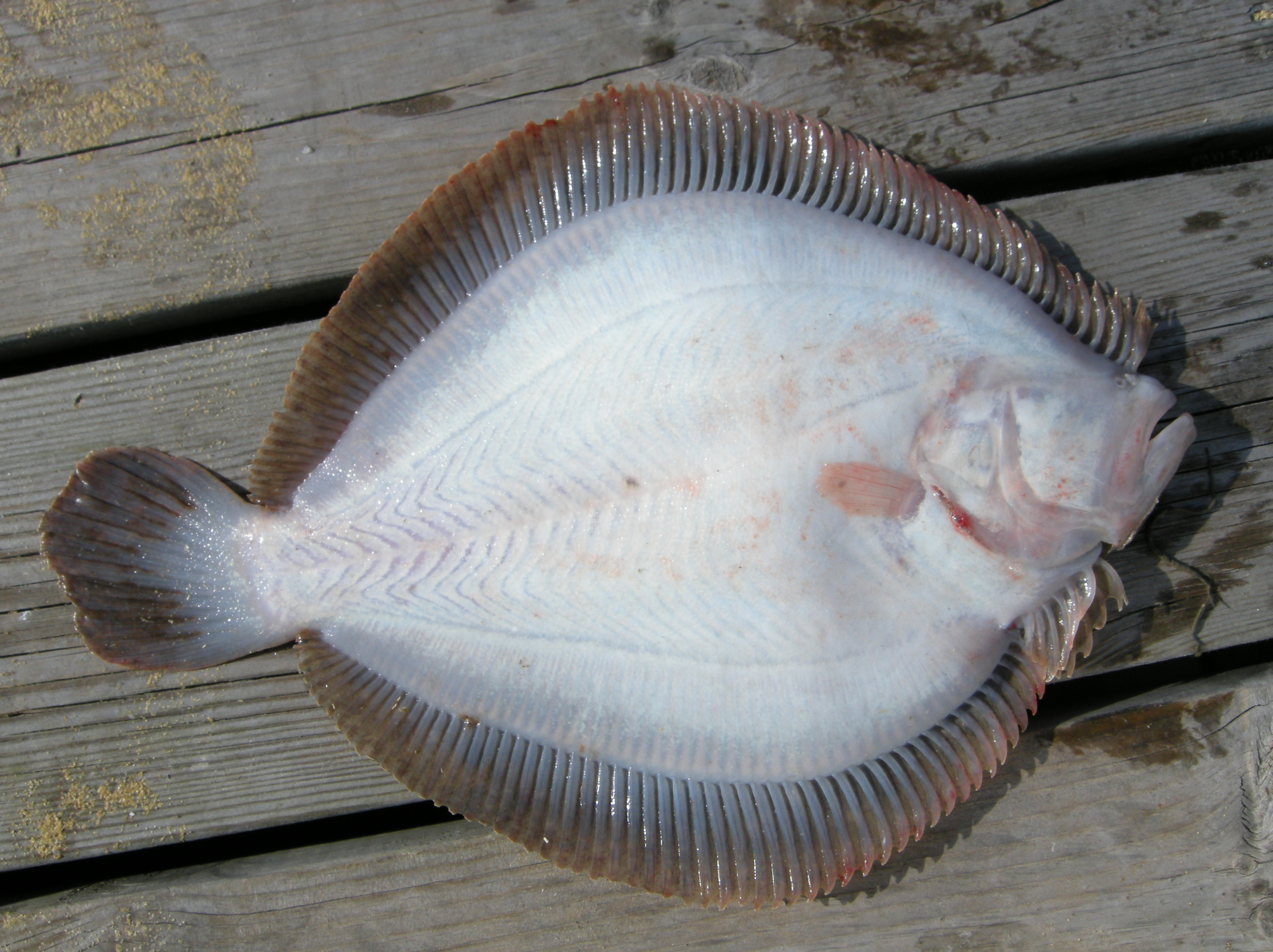
Scophthalmus rhombus